# Richard A. Cody

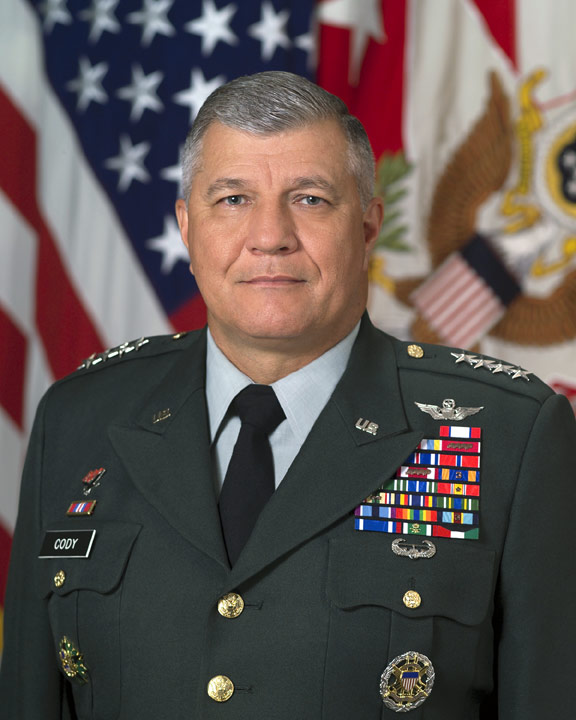
General Richard A. Cody

Richard A. Cody (* 2. August 1950 in Montpelier, Vermont) ist ein ehemaliger US-amerikanischer General der US Army, der zuletzt vom 24. Juni 2004 bis zum 1. August 2008 Vize-Chef des Generalstabes des Heeres (Vice Chief of Staff of the Army) war.

## Leben

### Militärische Ausbildung und Verwendungen als Offizier
Richard A. Cody absolvierte eine Offiziersausbildung an der US Military Academy in West Point und trat nach deren Abschluss 1972 als Leutnant in die US Army ein. In der Folgezeit besuchte er Grund- und Aufbaulehrgänge für Logistikoffiziere des Heerestransportkorps USATC (US Army Transportation Corps) sowie für Flugzeugwartungsoffiziere (Aviation Maintenance Officer Course). Er war Zugführer der 2. Schwadron des 9. Kavallerieregiments sowie der A-Kompanie des 24. Heeresfliegerbataillon und Kompaniechef der E-Kompanie der 24. Mechanisierten Infanteriedivision (24th Infantry Division), der sogenannten „Victory Division“ in Fort Stewart.
Des Weiteren erfolgte eine Ausbildung zum Heeresflieger auf den Kampfhubschraubern Bell AH-1 und Boeing AH-64 sowie dem Transporthubschrauber Sikorsky UH-60. Im Laufe seiner Dienstzeit erreichte Cody über 5.000 Flugstunden und erwarb neben der Master Army Aviator Badge nach dem Besuch der US Army Air Assault School in Fort Campbell auch die Air Assault Badge. In der Folgezeit war er S3-Offizier des 55. Kampfhubschrauberbataillons (55th Attack Helicopter Battalion) sowie Kompaniechef und stellvertretender Kommandeur (Executive Officer) des 229. Kampfhubschrauberbataillons (229th Attack Helicopter Battalion). Er war zudem Absolvent des Command and General Staff College (CGSC) in Fort Leavenworth und stellvertretender Kommandeur der Combat Aviation Brigade, 101st Airborne Division, der Luftangriffsbrigade der 101. Luftlandedivision sowie während der Operation Desert Storm im Zweiten Golfkrieg zwischen 1990 und 1991 Kommandeur des 1. Bataillons des 101. Heeresfliegerangriffsregiments (101st Aviation Regiment (Attack)). Für seine dortigen Verdienste wurde er mit dem Distinguished Flying Cross geehrt.
Richard A. Cody fungierte zudem zwischen 1991 und 1993 als Direktor Flugkonzepte (Director, Flight Concepts Division) des US Army Training and Doctrine Command in Fort Eustis und wurde für die dortigen Verdienste erstmals mit dem Legion of Merit ausgezeichnet. Er war weiterhin Aide-de-camp des Kommandeurs der Kombinierten Feldarmee (Combined Field Army) in Südkorea, von 1994 bis 1996 Kommandeur der 4. Brigade (Combat Aviation Brigade) der in Fort Hood stationierten 1. Panzerdivision (1st Cavalry Division). Für seine dortigen Leistungen wurde er erneut mit dem Legion of Merit geehrt. Er fungierte danach als Kommandeur des 160. Heeresfliegersondereinsatzregiments (160th Special Operations Aviation Regiment (Airborne)), den sogenannten „Night Stalkers“ in Fort Campbell. In Fort Hood war er zudem Assistierender Kommandeur für Manöver der 4. Infanteriedivision (4th Infantry Division), der sogenannten „Ivy Division“. Cody, der auch das US Army War College in Carlisle besuchte, war ferner zwischen April und Juni 1999 stellvertretender Kommandeur der Task Force Hawk in Tirana, die die NATO-Einsatzkräfte während der Bombardierung Jugoslawiens in der Operation Allied Force unterstützen sollte.

### Aufstieg zum General und Vice Chief of Staff of the Army
Nach einer darauf folgenden Verwendung zwischen Juni 1999 und Juni 2000 als Leiter der Abteilung Operationen, Einsatzbereitschaft und Mobilisierung (Director, Operations, Readiness and Mobilization) im Büro des stellvertretenden Chef des Generalstabes des Heeres für Operationen und Planung (Deputy Chief of Staff for Operations and Plans), löste Generalmajor Richard A. Cody im Juni 2000 Generalmajor Robert T. Clark als Kommandeur (Commanding General) der „Screaming Eagles“ genannten 101. Luftlandedivision (101st Airborne Division (Air Assault)) ab und war als solcher zugleich Standortkommandant von Fort Campbell. Er verblieb auf diesem Posten bis Juli 2002, woraufhin Generalmajor David Petraeus seine Nachfolge antrat. Er selbst wurde daraufhin im Juli 2002 stellvertretender Chef des Generalstabes des Heeres für Operationen (Deputy Chief of Staff (G3/5/7-Operations)) und übte diese Funktion bis Juni 2004 aus.
Am 24. Juni 2004 löste General Richard A. Cody General George W. Casey, Jr. als Vize-Chef des Generalstabes des Heeres (Vice Chief of Staff of the Army) ab. Im Januar 2006 legte er Generalmajor Antonio M. Taguba nahe, im Januar 2007 in den Ruhestand zu treten. Taguba war 2004 beauftragt worden, die Fälle von Folter in Abu Graib zu untersuchen. Nach der Veröffentlichung seines – ursprünglich geheimen – Untersuchungsberichtes, des Taguba-Reports, im Mai 2004, der sehr kritisch ausfiel, war seine Karriere faktisch beendet. Während seiner Amtszeit gab Cody im Dezember 2007 bekannt, den Truppenabzug der Siebten US-Armee (Seventh United States Army) verlangsamen zu wollen. Bis 2013 sollen mindestens 37.000 Heeressoldaten in Deutschland und Italien verbleiben. Am 1. August 2008 schied er nach 36 Dienstjahren aus dem aktiven Militärdienst und wurde am 4. August 2008 von General Peter W. Chiarelli abgelöst.
Nach Richard A. Cody, der seit 1975 mit Vicki Lyn Heavner verheiratet und Vater zweier Kinder ist, ist das größte militärische Kinderentwicklungszentrum, das Cody Child Development Center (CDC) in Fort Myer benannt.

## Auszeichnungen
Auswahl der Dekorationen, sortiert in Anlehnung an die Order of Precedence of Military Awards:
- Defense Distinguished Service Medal
- Army Distinguished Service Medal
- Defense Superior Service Medal
- Legion of Merit (5×)
- Distinguished Flying Cross
- Bronze Star
- Meritorious Service Medal (5×)
- Air Medal (3×)
- Army Commendation Medal (3×)
- Army Achievement Medal